# Lista de regiões geográficas intermediárias e imediatas de Sergipe

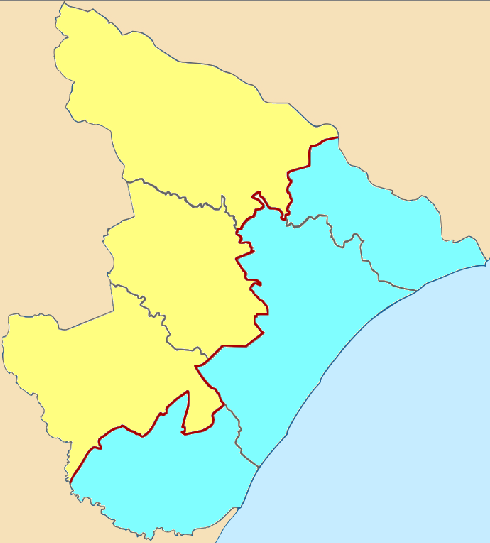
Divisão das regiões intermediárias (vermelho) e imediatas (cinza).

Esta é a lista de regiões geográficas intermediárias e imediatas de Sergipe, estado brasileiro da Região Nordeste do país. Sergipe é composto por 75 municípios, que estão distribuídos em seis regiões geográficas imediatas, que por sua vez estão agrupadas em duas regiões geográficas intermediárias, segundo a divisão do Instituto Brasileiro de Geografia e Estatística (IBGE) vigente desde 2017. A primeira seção aborda as regiões geográficas intermediárias e suas respectivas regiões imediatas integrantes, enquanto que a segunda trata das regiões geográficas imediatas e seus respectivos municípios, divididas por regiões intermediárias e ordenadas pela codificação do IBGE.
As regiões geográficas intermediárias foram apresentadas em 2017, com a atualização da divisão regional do Brasil, e correspondem a uma revisão das antigas mesorregiões, que estavam em vigor desde a divisão de 1989. As regiões geográficas imediatas, por sua vez, substituíram as microrregiões. Na divisão vigente até 2017, os municípios do estado estavam distribuídos em 13 microrregiões e três mesorregiões, segundo o IBGE.

## Regiões geográficas intermediárias
| Região geográfica intermediária | Código | Número de municípios | Regiões geográficas imediatas | Código | Número de municípios |
| ------------------------------- | ------ | -------------------- | ----------------------------- | ------ | -------------------- |
| Aracaju                         | 2801   | 46                   | Aracaju                       | 280001 | 20                   |
| Aracaju                         | 2801   | 46                   | Estância                      | 280002 | 10                   |
| Aracaju                         | 2801   | 46                   | Propriá                       | 280003 | 16                   |
| Itabaiana                       | 2802   | 29                   | Itabaiana                     | 280004 | 14                   |
| Itabaiana                       | 2802   | 29                   | Lagarto                       | 280005 | 6                    |
| Itabaiana                       | 2802   | 29                   | Nossa Senhora da Glória       | 280006 | 9                    |

## Regiões geográficas imediatas por regiões intermediárias

### Aracaju
| Região geográfica imediata | Código | Municípios               |
| -------------------------- | ------ | ------------------------ |
| Aracaju                    | 280001 | Aracaju                  |
| Aracaju                    | 280001 | Barra dos Coqueiros      |
| Aracaju                    | 280001 | Capela                   |
| Aracaju                    | 280001 | Carmópolis               |
| Aracaju                    | 280001 | Cumbe                    |
| Aracaju                    | 280001 | Divina Pastora           |
| Aracaju                    | 280001 | General Maynard          |
| Aracaju                    | 280001 | Itaporanga d'Ajuda       |
| Aracaju                    | 280001 | Japaratuba               |
| Aracaju                    | 280001 | Laranjeiras              |
| Aracaju                    | 280001 | Maruim                   |
| Aracaju                    | 280001 | Nossa Senhora das Dores  |
| Aracaju                    | 280001 | Nossa Senhora do Socorro |
| Aracaju                    | 280001 | Pirambu                  |
| Aracaju                    | 280001 | Riachuelo                |
| Aracaju                    | 280001 | Rosário do Catete        |
| Aracaju                    | 280001 | Santa Rosa de Lima       |
| Aracaju                    | 280001 | Santo Amaro das Brotas   |
| Aracaju                    | 280001 | São Cristóvão            |
| Aracaju                    | 280001 | Siriri                   |
| Estância                   | 280002 | Arauá                    |
| Estância                   | 280002 | Boquim                   |
| Estância                   | 280002 | Cristinápolis            |
| Estância                   | 280002 | Estância                 |
| Estância                   | 280002 | Indiaroba                |
| Estância                   | 280002 | Itabaianinha             |
| Estância                   | 280002 | Pedrinhas                |
| Estância                   | 280002 | Santa Luzia do Itanhi    |
| Estância                   | 280002 | Tomar do Geru            |
| Estância                   | 280002 | Umbaúba                  |
| Propriá                    | 280003 | Amparo de São Francisco  |
| Propriá                    | 280003 | Aquidabã                 |
| Propriá                    | 280003 | Brejo Grande             |
| Propriá                    | 280003 | Canhoba                  |
| Propriá                    | 280003 | Cedro de São João        |
| Propriá                    | 280003 | Ilha das Flores          |
| Propriá                    | 280003 | Japoatã                  |
| Propriá                    | 280003 | Malhada dos Bois         |
| Propriá                    | 280003 | Muribeca                 |
| Propriá                    | 280003 | Neópolis                 |
| Propriá                    | 280003 | Nossa Senhora de Lourdes |
| Propriá                    | 280003 | Pacatuba                 |
| Propriá                    | 280003 | Propriá                  |
| Propriá                    | 280003 | Santana do São Francisco |
| Propriá                    | 280003 | São Francisco            |
| Propriá                    | 280003 | Telha                    |

### Itabaiana
| Região geográfica imediata | Código | Municípios               |
| -------------------------- | ------ | ------------------------ |
| Itabaiana                  | 280004 | Areia Branca             |
| Itabaiana                  | 280004 | Campo do Brito           |
| Itabaiana                  | 280004 | Carira                   |
| Itabaiana                  | 280004 | Frei Paulo               |
| Itabaiana                  | 280004 | Itabaiana                |
| Itabaiana                  | 280004 | Macambira                |
| Itabaiana                  | 280004 | Malhador                 |
| Itabaiana                  | 280004 | Moita Bonita             |
| Itabaiana                  | 280004 | Nossa Senhora Aparecida  |
| Itabaiana                  | 280004 | Pedra Mole               |
| Itabaiana                  | 280004 | Pinhão                   |
| Itabaiana                  | 280004 | Ribeirópolis             |
| Itabaiana                  | 280004 | São Domingos             |
| Itabaiana                  | 280004 | São Miguel do Aleixo     |
| Lagarto                    | 280005 | Lagarto                  |
| Lagarto                    | 280005 | Poço Verde               |
| Lagarto                    | 280005 | Riachão do Dantas        |
| Lagarto                    | 280005 | Salgado                  |
| Lagarto                    | 280005 | Simão Dias               |
| Lagarto                    | 280005 | Tobias Barreto           |
| Nossa Senhora da Glória    | 280006 | Canindé de São Francisco |
| Nossa Senhora da Glória    | 280006 | Feira Nova               |
| Nossa Senhora da Glória    | 280006 | Gararu                   |
| Nossa Senhora da Glória    | 280006 | Graccho Cardoso          |
| Nossa Senhora da Glória    | 280006 | Itabi                    |
| Nossa Senhora da Glória    | 280006 | Monte Alegre de Sergipe  |
| Nossa Senhora da Glória    | 280006 | Nossa Senhora da Glória  |
| Nossa Senhora da Glória    | 280006 | Poço Redondo             |
| Nossa Senhora da Glória    | 280006 | Porto da Folha           |